# Mundus AG
Die Mundus AG war eine Holding mit dem Ziel der Produktion und Vermarktung von Bugholzmöbeln in Österreich-Ungarn. 

## Geschichte
Die österreichische Mundus AG wurde unter Teilnahme der Creditanstalt am 15. Juli 1907 vom jüdischen Kaufmann Leopold Pilzer (1871–1961) aus Galizien als Zusammenschluss einiger kleiner Produzenten von Bugholzmöbeln gegründet. Nach der österreichischen Mundus AG wurde kurze Zeit später ebenfalls von Pilzer eine ungarische Firma Mundus mit Sitz in Budapest ins Leben gerufen.
Die österreichische Mundus AG fasste bei der Gründung folgende sieben Firmen zusammen:
- k. k. privilegierte Fabrik massiv gebogener Möbel Rudolf Weill & Co, Buczkowice
- Josef Hofmann Nachf., Bielitz
- Josef Jaworek Möbelfabriken, Teschen
- Rudolf Lazar, Niemes
- Friedrich Flaschner, Bodenbach
- J. Sommer, Mährisch Weißkirchen
- Schlosser und Hückel, Drholec

In der ungarischen Mundus AG wurden folgende sechs Firmen zusammengefasst:
- Johann Weitzer, Maschinen- und Waggonfabrik und Eisengießerei AG, Boros-Jenö
- Ungvárer Elektrizitäts-AG, Ungwar
- Una Holzindustrie AG, Warasdin
- Josias Eissler & Söhne, Kaschau
- Fiumaner Möbelfabriks-AG, Vrata
- k.u.k. priv. Neusohler Fabrik für Möbel aus massiv gebogenem Holze, vorm. Harnisch & Co, Neusohl

1914 übernahm Mundus die Aktienmehrheit der Firma Jacob & Josef Kohn, und es kam zur Gründung der Firma Mundus-Kohn AG. Aufgrund der politischen Veränderungen nach Ende des Ersten Weltkrieges befand sich die Bugholzmöbelindustrie in einer schwierigen Situation, und 1919 wurde der Sitz der Mundus-Kohn AG von Wien nach Teschen verlegt. Schließlich kam es 1922 zur Übernahme der Thonet AG, und die Thonet-Mundus AG wurde aus der Taufe gehoben. Jedoch wurden auch weiterhin die beiden bekannten Marken Thonet und Kohn getrennt genutzt. Die Leitung des Bugholzimperiums lag nun allein bei Leopold Pilzer. Er leitete einen Konzern mit 20 Produktionsstätten, verteilt auf die Nachfolgestaaten der ehemaligen Monarchie, sowie Deutschland und Österreich mit über 10.000 Mitarbeitern.